# Lumbricillus kamtschatkanus
Lumbricillus kamtschatkanus is een ringworm uit de familie van de Enchytraeidae. De wetenschappelijke naam van de soort is voor het eerst geldig gepubliceerd in 1929 door Michaelsen.